# Vrijheidslaan

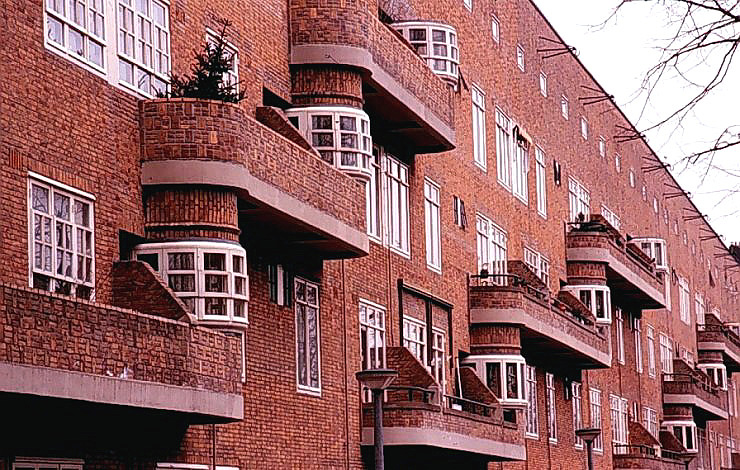
Vue de bâtiments conçus par Michel de Klerk, et caractéristiques de l'École d'Amsterdam.

Vrijheidslaan  est une avenue d'Amsterdam.

## Situation et accès
Située dans l'arrondissement de Zuid.
Elle constitue l'une des principales avenues du Rivierenbuurt avec Rooseveltlaan et Churchill-laan qui convergent toutes deux vers Victorieplein, dans le prolongement de laquelle elle se trouve.
Le Berlagebrug, situé dans son prolongement est l'un des deux ponts qui relie l'arrondissement de Zuid à celui de Oost en enjambant l'Amstel.

## Historique
Elle a été aménagée dans le cadre du « Plan Zuid » développé par Hendrik Petrus Berlage en 1915 et approuvé par la ville en 1917.
Connue sous le nom de « Amstellaan » jusqu'en 1946, elle fut rebaptisée, au lendemain de la Seconde Guerre mondiale, « Stalinlaan » en l'honneur de Joseph Staline jusqu'à l'Invasion de la Hongrie par les troupes soviétiques en 1956 ou son nom fut alors changé en « Vrijheidslaan » (« Avenue de la Liberté »). 